# Abdera (Tracia)
Para la antigua ciudad fundada por los cartagineses, véase Abdera (España).
Abdera (en griego antiguo: Ἄβδηρα, Ábdēra) fue una polis ubicada en la región griega de Macedonia oriental y Tracia. En concreto, situada en la costa de Tracia, en el cabo Bulustra, a 17 km al NE de la desembocadura del río Nestos, casi delante de la isla de Tasos.

## El nombre
El nombre de Abdera es de origen fenicio y fue compartido en la antigüedad por Abdera (España) y una ciudad cercana a Cartago, en el norte de África. Se helenizó en varias ocasiones como Ἄβδηρα (Ábdēra), Αὔδηρα (Aúdēra), Ἄβδαρα (Ábdara), Ἄβδηρον (Ábdēron), y Ἄβδηρος (Ábdēros), antes de latinizarse como Abdera. La leyenda griega atribuye el nombre a un Abdero epónimo que cayó en las cercanías y que fue conmemorado por la fundación de una ciudad por parte de Hércules en el lugar.
El nombre de la ciudad es asociado al mito de Abdero, compañero de Heracles que fue despedazado por las yeguas del rey de los tracios bistones: Diomedes. Según el mito, Heracles habría fundado la ciudad de Abdera junto a la tumba de Abdero.

## La colonia de Clazómenas y Teos
La ciudad fue fundada en el cabo Bulustra por colonos de la ciudad jónica de Clazómenas en 656 a. C.-652 a. C. dirigidos por un clazomenio llamado Timesio. Esta primera colonización fue rechazada por los nativos tracios. Pero tuvo éxito una nueva oleada, que data de 544 a. C., cuando se instaló en ella una colonia jónica procedente de Teos. Los teianos huían del yugo persa y refundaron la ciudad. Entre ellos se encontraba el poeta Anacreonte.
Su posición estratégica en el litoral tracio, sus dos puertos y su rica región le garantizaban une rápida prosperidad. Sus monedas de plata, octodracmas y tetradracmas acuñados con el símbolo del grifo, eran de una gran calidad, y han sido encontradas en Egipto, en Siria o en Mesopotamia, lo que atestigua la vitalidad comercial de la ciudad.
Durante las guerras médicas, estuvo bajo control persa: sirvió de base naval en la campaña contra las ciudades griegas del norte del mar Egeo y las tribus tracias en 491 a. C. Durante la invasión persa de 480 a. C., el rey Jerjes I y su armada hicieron un alto allí y fueron recibidos de nuevo en Abdera el año siguiente, en su retirada a Asia. En su territorio, en esta época, había leones que atacaban el ejército y a las camellas que llevaban sus víveres.

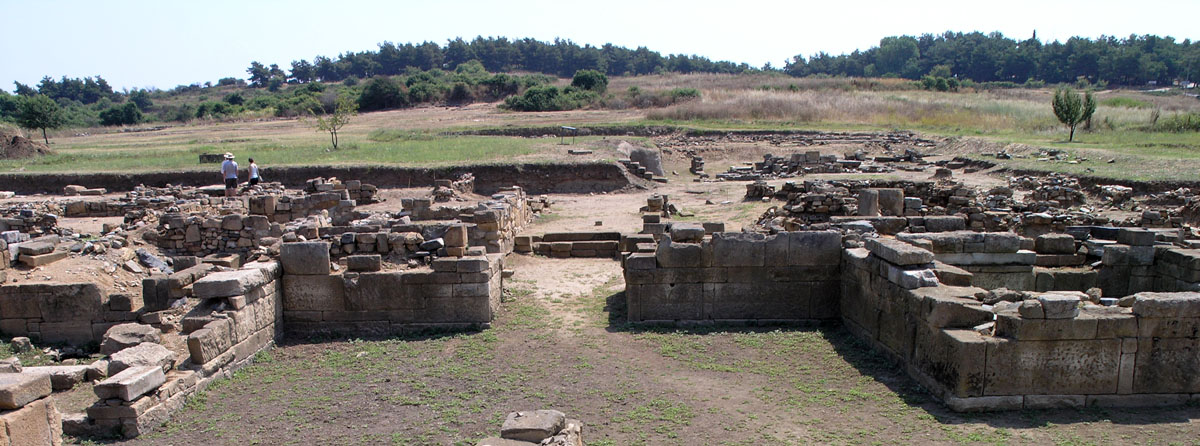
Puerta oeste de la segunda muralla (sur) de la ciudad.

Abdera fue incorporada a la primera Liga de Delos, donde pagaba un tributo particularmente elevado (de 10 a 15 talentos a partir de 454 a. C.) Su territorio estuvo en los límites del reino tracio de los odrisios en época del rey Sitalces.
En el año 408 a. C. Trasíbulo, comandante ateniense, tras asediar Tasos, llegó a Abdera y la volvió a unir a la liga ateniense.
En 376 a. C., es golpeada con una invasión de 30.000 tribalios que masacraron una parte de su población, antes de ser salvada por la intervención del general ateniense Cabrias. Al año siguiente entró en la Segunda Liga ateniense y estuvo en la esfera de influencia ateniense hasta el 350 a. C.
Poseía las instituciones habituales de una ciudad democrática: el demo y la Boulé ostentan el poder, que ejercen los principales magistrados llamados Timouchoi (griego antiguo, Τιμούχοι) después Nomophylakes (griego antiguo Νομοφύλακες) en el siglo II a. C. Las finanzas de la ciudad eran controladas por los arcontes. La ciudad conservaba celosamente archivos administrativos y legislativos depositados en el santuario de Dioniso.
Además de Dioniso, las principales divinidades eran Deméter, Apolo, Atenea Epipirgitis y Afrodita.
La ciudad era célebre por sus intelectuales, y sobre todo por sus filósofos: Protágoras, Leucipo, Demócrito, Anaxarco, eran todos oriundos de Abdera.
La población de la ciudad estaba comprendida entre 30.000 y 100.000 habitantes en esta época.

## La ciudad macedonia y romana

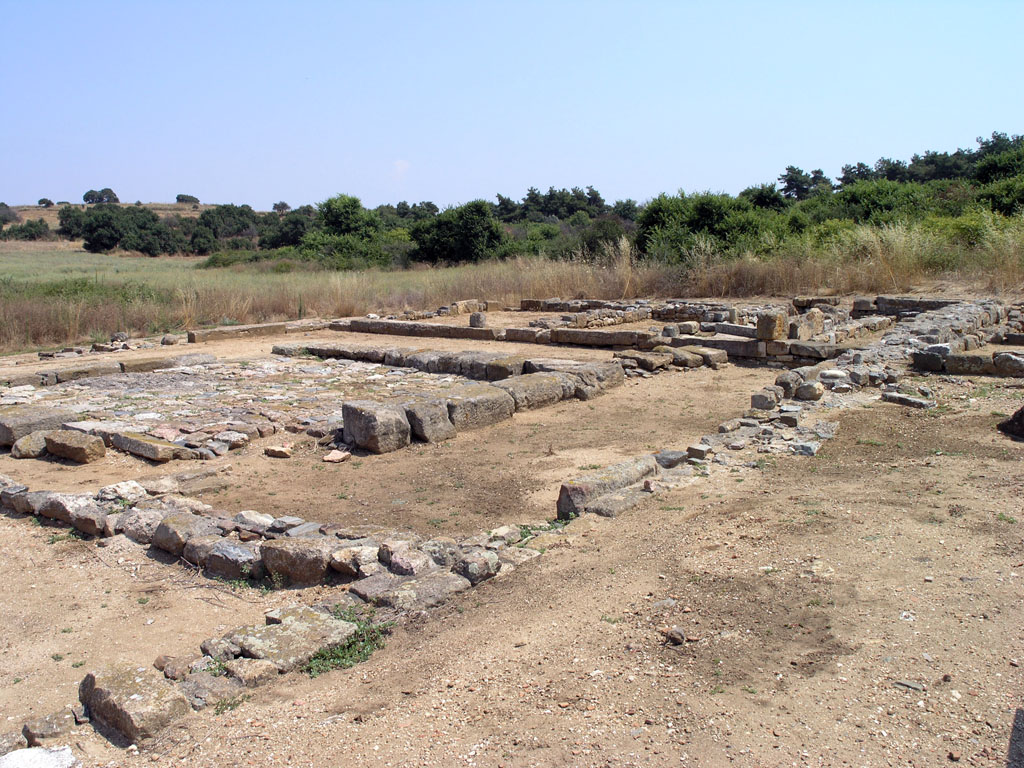
Gran residencia de la época helenística y romana, con patio central adoquinado.

Abdera fue conquistada por Filipo II de Macedonia e incorporada con otras ciudades de la costa tracia, Maronea y Eno, hacia 350 a. C. en una strategia directamente administrada por un general macedonio.
Tras la muerte de Alejandro Magno, la ciudad fue disputada por los diferentes reinos helenísticos: Antigónidas, seléucidas y Ptolomeos.
Hacia el año 170 a. C. es asediada y saqueada por los ejércitos romanos y los de Eumenes II de Pérgamo. La victoria de Roma sobre Macedonia en 168 a. C. acarrea el establecimiento de la hegemonía romana sobre las ciudades de Tracia: la strategia macedonia de Tracia fue disuelta y las ciudades liberadas.
Por tanto, el periodo de prosperidad terminó: situada en el eje de comunicación este–oeste (Vía Egnatia), sufría, por otra parte, la formación de pantanos por las crecidas incesantes del río Nestos. Paralelamente, la bahía, alrededor de la cual estaba construida la ciudad original, se enarenó, y a mitad del siglo IV, los habitantes de Abdera debieron desplazar el puerto hacia el sur y reconstruir una muralla en torno a las nuevas dársenas portuarias. Esta segunda ciudad es la que ha sido la mejor excavada. El único edificio público importante conocido, además de la muralla, es el teatro, muy ruinoso.

## De Abdera a Polistilon

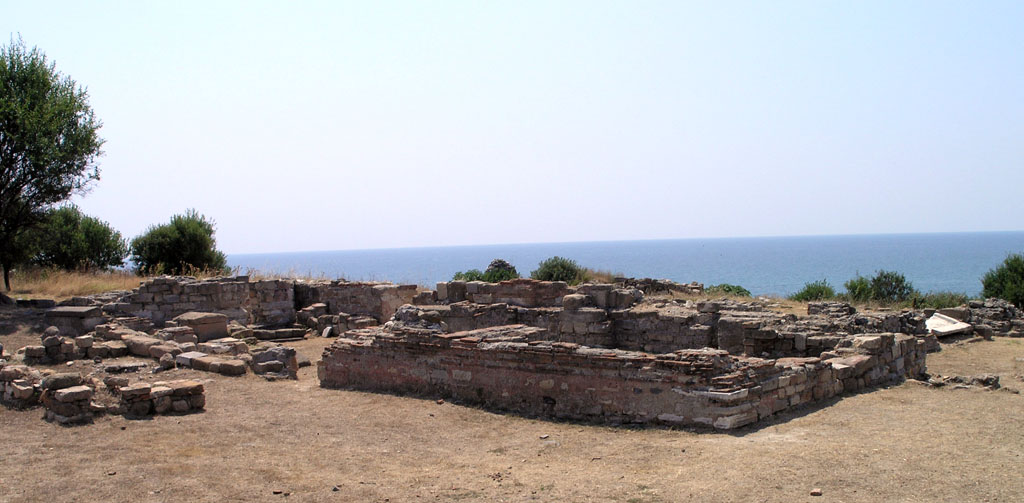
Principal basílica cristiana de la acrópolis de Abdera/Polystylon.

Bajo el reinado del emperador Constantino I (307-337), la ciudad, ya muy debilitada, sufrió un cataclismo que la destruyó totalmente: no se ha hallado ninguna mención más en las fuentes durante los cinco siglos siguientes.
Reapareció bajo el nombre de Polistilon (en griego Πολύστυλον, Polístilon) en una lista episcopal de 879: un tal Demetrio la representaba en el concilio ecuménico de Constantinopla ese año. El renacimiento de la ciudad debió producirse con el movimiento de reurbanización que caracterizó a la dinastía macedonia. El nombre, que significa literalmente «varias columnas», se refiere evidentemente a los vestigios de la ciudad antigua (este topónimo es frecuente en Grecia). Según la lista conciliar, el obispo de Polistilon era sufragáneo del metropolitano de Filipos, antes de ser anexionado por el más próximo de Maronea en 1365-1370.
La ciudad es mencionada varias veces como un «fuerte» o una «ciudad costera» en las fuentes bizantinas del siglo XIV, en relación con las luchas intestinas del Imperio bizantino. Juan VI Cantacuzeno la visitó en 1342. Pasó brevemente a dominio búlgaro antes de caer en el olvido tras la conquista otomana de la región.
Polistilon no ocupa más que la acrópolis de la antigua de Abdera, vuelta a fortificar en la Antigüedad tardía, según un fenómeno de reducción del perímetro urbano propio de casi todas las ciudades de la región en esta época. Las excavaciones han sacado a la luz la iglesia episcopal (una basílica con transepto del siglo IX, restaurada en el siglo XII, una pequeña iglesia con cúpula, una basílica cimeterial y unos baños que se remontan a los siglos IV y V.

## La exploración arqueológica del sitio
La identificación del sitio arqueológico del cabo Bulustra con la ciudad antigua de Abdera se remonta al erudito austriaco Regel, en 1887. Un equipo arqueológico griego bajo la dirección de Dimitrios Lazaridis excavó la ciudad griega desde 1950, mientras que las excavaciones de la acrópolis bizantina han tenido lugar entre 1982 y 1996.

## Filósofos famosos
Abdera fue la cuna de importantes filósofos de la Antigüedad. Algunos de ellos fueron:
- Anaxarco
- Leucipo
- Demócrito
- Protágoras

## En la literatura
Esta ciudad es el escenario donde transcurre la acción del relato Los caballos de Abdera, de Leopoldo Lugones.